# Ідентифікація Борна
Ідентифікація Борна (англ. The Bourne Identity) — американський шпигунський екшн-трилер 2002 року, екранізація однойменного роману Роберта Ладлама. Фільм є першим із пенталогії про Джейсона Борна, історії про колишнього співробітника ЦРУ, професійного вбивцю, який втратив пам'ять. Вперше фільм продемонстрували 6 червня 2002 року у США, широкий прокат почався 14 червня.
У 2004 році вийшло продовження фільму, «Перевага Борна», а у 2007-му — третя частина — «Ультиматум Борна». Четвертий фільм «Спадок Борна» вийшов у серпні 2012 року; п'ятий, «Джейсон Борн», — у липні 2016-го.

## Сюжет
Поблизу Марселя у водах Середземного моря рибалки підіймають з води людину із двома вогнепальними пораненнями і вшитою в стегно капсулою з номером комірки у банку в Цюриху. Після того, як його підійняли на ноги, він не може нічого згадати про себе — ні імені, ні професії. Після прибуття в порт лікар рибальського судна дає йому трохи грошей на проїзд до Цюриха.
Тим часом у штаб-квартирі ЦРУ заступник директора Вард Еббот дізнається про провал операції зі знищення колишнього африканського лідера Ніквана Вамбозі. У телевізійному інтерв'ю Вамбозі обіцяє оприлюднити інформацію про своїх переслідувачів. Александр Конклін, керівник проєкту «Тредстоун», обіцяє Ебботу знищити всі докази, які пов'язують замах на Вамбозі і ЦРУ.
Прибувши в Цюрих і знайшовши в банківській комірці велику кількість грошей, декілька паспортів і зброю, Джейсон Борн (ім'я американського паспорта) привертає до себе увагу поліції. Переслідування продовжується і в консульстві США, де Борн намагається знайти притулок. Сховавшись, Борн за велику суму пропонує дівчині на ім'я Марія, зустрінутої ним біля посольства і якій там відмовили у візі, підвезти його в Париж, де він, судячи з документів, проживає. У французькій квартирі на Борна нападає кілер. Обеззброївши кілера, Борн намагається з'ясувати, чому його переслідують, але кілер вистрибує з вікна і розбивається.
Конклін поміщає в паризький морг тіло вбивці, який нібито вчиняв замах на Вамбозі, але той дізнається про підробку. Тоді за наказом Конкліна найманий вбивця на прізвисько Професор вбиває Вамбозі.
Борн розуміє, що він був найманим вбивцею. Він хоче покінчити з попереднім життям. У пошуках укриття, Борн разом з Марією вирушають до її зведеного брата. Приїхавши з метою вбити Борна Професор зазнає невдачі — Борн вбиває його. Борн вмовляє Марію виїхати, бо перебувати разом з ним небезпечно. Використовуючи телефон Професора, Борн призначає зустріч Конкліну. Встановивши пристрій стеження на машині Конкліна, він дізнається місцезнаходження секретної квартири ЦРУ. Прибувши туди й зустрівши Конкліна, він згадує причину провалу місії — коли Борн прийшов до Вамбозі, той був разом зі своїми дітьми. Борн оголошує Конкліну, що залишає «Тредстоун».
Еббот вирішує, що проєкт «Тредстоун» необхідно закрити, і віддає розпорядження прибрати Конкліна.
Деякий час по тому Борн знаходить Марію в грецькому місті Міконос.

## Творці фільму

### Знімальна група
Кінорежисер — Даг Лайман, сценаристами були Тоні Ґілрой і Вільям Блейк Геррон, кінопродюсерами — Патрік Кроулі, Річард Н. Ґладстейн і Даг Лайман. Композитор: Джон Павелл, кінооператор — Олівер Вуд, кіномонтаж: Саар Клейн. Підбір акторів — Джозеф Міддлтон, Художник-постановник: Ден Вайль, артдиректор: Лоран Пірон, Беттіна фон ден Штайнен і Янн Бікван, художник по костюмах — П'єр-Ів Ґейрод.

### У ролях
| Актор                    | Персонаж                                               | Роль                        |
| ------------------------ | ------------------------------------------------------ | --------------------------- |
| Метт Деймон              | Джейсон Борн англ. Jason Bourne                        | Таємний агент               |
| Франка Потенте           | Марі Гелена Креуц англ. Marie Helena Kreutz            | Німкеня                     |
| Кріс Купер               | Александр Конклін англ. Alexander Conklin              | Керівник програми Тредстоун |
| Браян Деніс Кокс         | Вард Ебботт англ. Ward Abbott                          | Заступник директора ЦРУ     |
| Клайв Овен               | Професор англ. The Professor                           | Агент ЦРУ                   |
| Адевале Акінуойє-Агбадже | Ніквана Вомбозі англ. Nykwana Wombosi                  | Африканський диктатор       |
| Габріель Манн            | Денні Зорн англ. Danny Zorn                            |                             |
| Джулія Стайлз            | Ніколет «Нікі» Парсонс англ. Nicolette "Nicky" Parsons | Технік-логістик             |
| Джош Гамільтон           | дослідник англ. Research Tech                          |                             |
| Волтон Ґоґґінс           | дослідник англ. Research Tech                          |                             |
| Орсо Марія Ґуеріні       | Джанкарло англ. Giancarlo                              |                             |
| Тім Даттон               | Імон англ. Giancarlo                                   | Колишній коханець Марі      |

## Сприйняття

### Критика
Фільм отримав позитивні відгуки: Rotten Tomatoes дав оцінку 83 % на основі 185 відгуків від критиків (середня оцінка 7/10) і 93 % від глядачів із середньою оцінкою 3,9/5 (962 026 голосів). Загалом на сайті фільми має позитивний рейтинг, фільму зарахований «стиглий помідор» від кінокритиків і «попкорн» від глядачів, Internet Movie Database — 7,9/10 (361 718 голосів), Metacritic — 68/100 (38 відгуків критиків) і 7,4/10 від глядачів (305 голосів). Загалом на цьому ресурсі від критиків і глядачів фільм отримав позитивні відгуки.

### Касові збори
Під час показу у США, що розпочався 14 червня 2002 року, протягом першого тижня фільм показали у 2638 кінотеатрах і він зібрав 27 118 640 дол., що на той час дало йому змогу зайняти 2-ге місце серед усіх прем'єр. Показ фільму тривав до 21 листопада 2002 року, за цей час фільм зібрав у прокаті у США 121 661 683 дол. США (за іншими даними 121 468 960 дол.), а в решті світу 92 372 541 дол. (за іншими даними 92 888 411 дол.), тобто загалом 214 034 224 дол. США (за іншими даними 214 357 371 дол.) при бюджеті 60 млн дол. США.

### Нагороди й номінації
| Нагороди і номінації фільму «Ідентифікація Борна» | Нагороди і номінації фільму «Ідентифікація Борна»                   | Нагороди і номінації фільму «Ідентифікація Борна»            | Нагороди і номінації фільму «Ідентифікація Борна»         | Нагороди і номінації фільму «Ідентифікація Борна» |
| Рік                                               | Нагорода                                                            | Категорія                                                    | Номінант                                                  | Результат                                         |
| ------------------------------------------------- | ------------------------------------------------------------------- | ------------------------------------------------------------ | --------------------------------------------------------- | ------------------------------------------------- |
| 2003                                              | ASCAP Film and Television Music Awards                              | Найкращі касові збори фільмів                                | Джон Паувелл                                              | Перемога                                          |
| 2003                                              | Американська Академія наукової фантастики, фентезі та фільмів жахів | Найкращий фільм у жанрі бойовик, пригоди чи триллер          | Стрічка                                                   | Номінація                                         |
| 2003                                              | Нагорода «Американська хореографія»                                 | Видатні досягнення в бойовій хореографії                     | Нік Паувелл                                               | Перемога                                          |
| 2003                                              | Гільдія Артдиректорів                                               | Сучасний фільм                                               | Ден Вайль, Янн Біквад, Лоран Пірон, Бертран Клерк-Рокес   | Номінація                                         |
| 2003                                              | Звукові редактори у кінофільмі                                      | Найкращий монтаж звуку у внітрішніх фільмах — Звукові ефекти | Пер Галлберґ, Карен Бейкер Ландерс, Крейґ С. Єґер та інші | Номінація                                         |
| 2003                                              | Звукові редактори у кінофільмі                                      | Найкращий монтаж звуку у внітрішніх фільмах — Діалоги        | Пер Галлберґ, Карен Бейкер Ландерс, Анна Маккензі та інші | Номінація                                         |
| 2003                                              | Нагорода «Світовий трюк»                                            | Найкраща робота з автомобілем                                | Френсіс Батай, Гілберт Батай, Ален Бур та інші            | Перемога                                          |

### Виноски
1. ↑  Шведська база даних фільмів — Svenska Filminstitutet.
2. 1 2  ČSFD — 2001.
3. 1 2  The Bourne Identity: Release Info (англ.). Internet Movie Database. Архів оригіналу за 17 квітня 2015. Процитовано 4 серпня 2015.
4. 1 2 3 4 5 6  The Bourne Identity (англ.). Box Office Mojo. Архів оригіналу за 30 жовтня 2012. Процитовано 4 серпня 2015.
5. 1 2 3 4  The Bourne Identity (англ.). The Numbers. Архів оригіналу за 26 серпня 2015. Процитовано 4 серпня 2015.
6. 1 2  The Bourne Identity (англ.). Internet Movie Database. Архів оригіналу за 28 липня 2015. Процитовано 4 серпня 2015.
7. ↑  The Bourne Identity: Full Cast & Crew (англ.). Internet Movie Database. Архів оригіналу за 6 липня 2015. Процитовано 4 серпня 2015.
8. ↑  The Bourne Identity (англ.). Rotten Tomatoes. Архів оригіналу за 19 червня 2013. Процитовано 4 серпня 2015.
9. ↑  The Bourne Identity (англ.). Metacritic. Архів оригіналу за 30 жовтня 2012. Процитовано 4 серпня 2015.
10. ↑  The Bourne Identity: Awards (англ.). Internet Movie Database. Архів оригіналу за 1 квітня 2015. Процитовано 4 серпня 2015.